# Hagar
Hagar je roman slovenskega pisatelja, publicista in prevajalca Vinka Ošlaka. Izšel je leta 1992 v Ljubljani pri založbi Mihelač. Roman je sestavljen iz 16 poglavij, ki so označena z rimskimi številkami, in obsega 113 strani.

## Vsebina
I.
Roman, ki se dogaja v 70. letih 20. stoletja, se prične z opisom treh poti, ki vodijo od “habsburške” železniške postaje do vasi Sele. Prva je široko tlakovana in vodi mimo gostilne, pod katero živi tudi živinozdravnik Čedernik, in krojačeve hiše, ki je danes last države. Druga vodi mimo lesenih barak, ki so bile postavljene v času rajha. Tretja pot pa je skoraj prepovedana, saj se nahaja tik ob progi za prelaganje in predelovanje hlodov. Protagonist Leopold Germ, mlad katoliški duhovnik, ki v dveh kovčkih prenaša vse svoje premoženje, ne podleže hipni razsodnosti in izbere drugo pot. Sprehaja se mimo barak, ki so jih postavili Nemci za delavce žage. Navkljub odhodu starega gospodarja pa novi ni veliko boljši. Jeder in koščen selški kaplan se znajde na dvorišču, kjer ga na vhodu župnijske hiše čaka župnik Šteharnik, ki ga dobro pozdravi šele v prostorni kuhinji. Po legendi naj bi vas Sele nastala na dnu jezera —– tri grofovske hčerke naj bi v jezeru utonile, zato je grof dal izprazniti jezero.. Ko je tisočletna voda prodrla na plano, je umrlo 12 hlapcev. Grof je svojim hčeram dal zgraditi cerkev, cerkvico in kapelico na mestih, kjer so našli njihova trupla. Župnik trdi, da je nad njimi še vedno jezero, saj je življenje v dolini zadušljivo. 
II.
Kaplan Germ v svoji sobi prične razlagati knjige, ki jih je s seboj prinesel. Soba je v svoji skromnosti prav udobna, nima umivalnika, temveč stranski lavabo iz litega železa in dveh polic. Iz kovčka povleče še športni lok, ki ga je dobil v mestu ob Dravi, kjer je zadnji dve leti študiral bogoslužje. Pomisli, kaj si bo o loku mislil župnik. Spoznamo, da je Leopold odraščal v težkih okoliščinah. Oče je bil alkoholik in odljudnež, mati pa mevža. Vsa domača vas se je čudila, od kod kaplanu bistrost, saj so se njegovi bratje in sestre vzeli po materi in očetu. Vendar se kaplana slabo ime hiše in revščina nista dotaknila. Ob prelaganju knjig razmišlja o muslimanski tradiciji sezuvanja čevljev, ki jo je prevzel Balkan, o učitelju Veharju, ki je vodja socialistične stranke v kraju, in njunem pogovoru o socializmu, s kom vse se bo v novi vlogi kaplana srečal. 

III.
Med prelaganjem matrik, v katerih se mešata slovenski in nemški jezik, v župnijski urad vstopita novoporočenca. Želita prijaviti krst svojega otroka, vendar pa mladi par ni cerkevno poročen. Otroka bi dala krstiti le iz navade, in da se med odrščanjem ne bi razlikoval od vrstnikov. Kaplan ju napoti k folklorističnemu društvu, saj oni izvajajo običaje in tradicije (za kar imata mlada zakonca krst). Poudari, da od Cerkve ne more nihče ničesar zahtevati, saj to ni prodajalna, kjer blago zamenjaš za denar. Dogodek do konca tedna pride na uho sivolasemu župniku, ki v življenju ni odklonil svetega zakramenta. Kaplanu namigne, da iskrenost posameznika presodi Bog ter da Cerkev ni le institucija, ki krpa razpadle duše, temveč s sveto vodo in Duhom potrjujejo kristjane. 
Ob cesti kaplan Germ sreča učitelja Veharja, ki ga povabi na pogovor. Norčujeta se iz poklica, ki ga drugi opravlja. Učitelj hitro spozna, da pogovor nikamor ne pelje, zato kaplana direktno vpraša, zakaj pri verouku posega na njegovo področje. Pri verouku namreč mladim razlaga, da se je človek razvil iz skupnega prednika z opico, s tem pa spodkopava znanstveno orientiranost socialistične šole. Učitelj ne more dopustiti, da klerik posega na področje šole, s čimer, kot je že v navadi, le izziva oblast. 
IV.
Zofija Goll do kaplana Leopolda stopi s prav posebno prošnjo, s katero najbrž nima veliko izkušenj, a meni, da je edini, ki ji lahko pomaga. Sama je neporočena, prav tako kot tudi njena hči, Karolina Goll, razlogov za to pa naj bi bilo več. Med pogovorom opazi, da je gospa Goll razumna ženska, po svoje tudi lepa. Kaplanu zaupa, da je njena hči zanosila z nekim umetnikom, oče njenega otroka pa jo želi prepričati v splav. Iz kaplanovega razmišljanja opazimo, da umetnikom ni naklonjen. Ne spomni se boljšega razloga za srečanje kot to, da Karolina pride pogledat božje ljudstvo v domači fari. Mati to idejo zavrne, povabi ga na ogled akvarelov, ki jih sama izdeluje. Razmišljanje o umetnosti sogovorca privede do kaplanovega profesorja grške zgodovine Tomaža Merlota in njegovem pojmovanju umetnosti. Gospa Goll bi rada profesorja spoznala in kaplan jo povabi na njegovo predavanje o hudiču v Ljubljani, kar bi bil tudi izjemen razlog za srečanja kaplana s Karolino.
V.
Predavalnica z več kot 500 sedeži na Teološki fakulteti je do zadnjega kotička polna. Malo od govorniškega pulta sedita Zofija in Karolina, med njima pa Leopold. Po končanem predavanju o očetu laži kaplan svoji gostji povabi v stransko sobo, kjer se zberejo prireditelji ter tisti, ki predavatelju želijo zastaviti še dodatna vprašanja. Trojica sedi nasproti profesorja Merlota, ki nekdanjega učenca hitro opazi, le ta pa predstavi svoji spremljevalki Goll. Zanimiv se mu zdi priimek, ki naj bi bil francosko-nemškega izvora. Merlot predpostavi, da smo to, kar v sebi čutimo, da smo, to je veliko pomembnejše od biološkega rodovnika vse do Eve. Gospa Goll situacijo izkoristi in profesorja povpraša o svobodni izbiri matere, da rodi otroka. Profesor meni, da za vsako odločitev nosimo posledice, hkrati pa to ni njegova odločitev. Gollovo odgovor preseneti, saj je upala, da bo tretja oseba hčer prepričala, da obdrži otroka. Prav v tem trenutku se Leopold in Karolina srečata s pogledom. 
VI.
Kaplan se skupaj z novo znanko Karolino odpravi ogledat Presarjevo razstavo slik v bližnjem mestu. Sprehodita se mimo sodišča, iz katerega so leta 1918 pozabili odstraniti dva železna kavlja, sprva sta nosila nemško roparsko ptico, maja 1945 pa so razobesili veliko rdečo zvezdo. Pot ju vodi mimo knjigarn, trgovin in po stopnicah mimo starega trga prispeta do velikih vrat, kjer je razstava. Opazujeta slike, na katerih so groteskno preoblikovani živalski motivi. Delita si misli o umetnosti. Leopold meni, da čeprav umetnost ni fizikalna količina, je ne moremo zanikati. Iz umetnosti pogovor nanese na naravo —– kaplan ne vidi narave kot sladke, ravno nasprotno, zanj je narava strašna. Vse to Karolino spodbudi, da z distanco sogovornika vpraša, ali naj otroka sprejme in opusti idejo splava. Je tako kot v umetnosti tudi v življenju —– da mora dobra stvar dopuščati domnevo, da je vredno tvegati. Leopold jo vpraša, če je ženska, ki si želi odgovor Karolina sama. 
VII.
V veroučni učilnici se kaplan spominja klofute, ki mu jo je dala Karolina. Sprašuje se, če je s tem razdolžil skrb, ki mu jo je zadala gospa Goll. V svojo veroučno učilnico povabi skromno prebivalstvo Sel. Od njih želi, da napišejo dejanja, ki podpirajo krivico (laž, sebičnost, brezbrižnost) in kaj vse spada v njihov kapital. Spozna, da je imel od publike previsoka pričakovanja. Jezusa, oblečenega v reveža, bi medse sprejeli, vpraša jih, kaj je potem razlog, da ne sprejmejo najnižjih v družbi. Kaplan predlaga, da vsako leto pomagajo enemu izmed revnih in ga tako postavijo na noge. Ta se jim bo pridružil in vsako leto bo eden manj potreben pomoči. Kmetje se s kaplanovo idejo ne strinjajo, zakaj bi pomagali le enemu in ne več, hkrati pa je to odgovornost države. Leopold pa med tem v množici išče Karolino.
VIII.
Leopold se znajdę v pisarni pomožnega škofa Leskoviča. Škof se želi s kaplanom pogovoriti o revolucionarni dejavnosti, ki jo je pričel izvajati na Selah in je bil o njen obveščen s strani notranje uprave. Zaradi kaplanovega nesramnega obnašanja škof nad njim zbesni. Kaplan se odloči, da bo na škofova všrašanja odgovarjal kar se da kratko in racionalno. Škof njegovo dejavnost opiše kot protidržavno, na njej pa se zbere 48 faranov. V svoj bran škofu zaupa, da je želel uresničiti katoliško socialni nauk. Sogovornik kaplanu zatrdi, da za revne z davki poskrbi država, socialno reševanje ne poteka v cerkvi, kristjan mora državo ceniti, katolištvo pa ji ne nasprotovati. Ob kupovanju vozovnice se spominja, kako mu je oče dajal odcepke kart, s katerimi je gradil zgradbe, ko se mu je slednja podrla, se je moral naučiti sprejeti poraz. Svoji prijateljici Goll zatrdi, da so predstavniki stare revolucije največji nasprotniki nove. 
IX.
V gostilni pri Volku želita z Leopoldom govoriti župan Neger in učitelj Vehar. Računal je, da bo tema pogovora enaka, kot je bila s papežem. Učitelj mu zaupa, da so med njegovo vrsto ljudje, ki bi bili izredno veseli, da bi kaplana odpeljali v zapor. Kaplan v glavi premleva županovo poklicno zgodovino: začel je kot strog in krut učitelj, dve leti pred vojno postane vodja  Hitlerjeve mladine na Slovenskem, ko začuti Hitlerjev poraz se poveže s partizani, a je poslan v Dachau; po vojni se vrne kot žrtev nacizma in bojevnik za svobodo ljudstva. Župan in učitelj ga obtožita, da za cerkvenimi zidovi snuje revolucijo, drug drugemu pa v besede zakopavajo dvom o moralni verodostojnosti nasprotnika. Sogovornika menita, da nekdo spremeni misel, ker najde boljšo, kaplan pa, da nekdo svoje prepričanje spremeni, ker prejšnjega preganjajo. Župan se v teh besedah prepozna, zamisli se, če bo Hitlerjeva senca vedno ob njem, zato spremeni temo. Meni, da so kaplana lepo sprejeli ter da ima veliko dela, svetuje, da se prične ukvarjati s fotografijo. Germ na steni vidi podoba maršala, vpraša se, če vse to vidi.
X.
Med večerjo gospa Goll vzhičeno kliče kaplana, saj jo zanima, kako mu je uspelo prepričati hčer, da obdrži otroka. Ob besedi oče pa ima poseben občutek, ki ga ne zna pojasniti. Zdi se mu, da se nekdo iz njega norčuje vsakič, ko sliši ime Karolina. 
Živinozdravnik Čedernik kaplana povabi v gostilno, posvari ga, da proti njemu zbirajo dokaze, in ko bodo teh imeli dovolj, ga bodo odpeljali. Čedernik v kaplanovi zagnonosti vidi mladega sebe - kaplan namreč meni, da ljudje, ki ne morejo prestopiti praga Cerkve, se z Bogom srečajo drugače. Pogovor nanese na celibat, ljudje jočejo, da se morajo duhovniki odpovedati spolnosti, ki ima moškega v oblasti kot lunine mene. Sogovorca razglabljata tudi o pomenu vere in verovanja, živinozdravnika pa preseneti odgovor, da bi kaplan imel njegovo nevero —– tega še od duhovnika ni slišal.
XI.
Župnik Šteharnik se sprašuje, kaj bi storil s svojim sobratom, saj je zavrnil vabilo družine Ložnik, da jih obišče. Kaplanu je vseeno, ali se slednji udomačijo na državni ali cerkveni zemlji. Meni, da bodo izkoriščali svoje privilegije, to nakazuje že petje pri dveh zborih —– tako cerkvenem kot tudi krajevnem. 
Pod železniško progo, ob potoku se kaplan večkrat sprehaja do hriba, ki mu pravijo Gora, na vrhu katerega je lesena cerkev. Po strmi poti, ki vodi do vrha mu misli od krščanstva odhajajo k zapleteni zadevi, ki ji nikakor ne pride do dna, zato snov pusti tako v misli kot glasu neizgovorjeno. Stopi v cerkev, všeč mu je, da lastniki raje tvegajo kakšno tatvino že tako skromne cerkve, kot pa da bi zaklepali pred dušami potrebne pomoči. Na oltarju vidi obris ženske, ki ni nihče drug kot Karolina. Germ si predstavlja, da so jagodke rožnega venca Karolinini členki, misel ga prestraši. Zbudi ga roka Karoline, ki ga vabi na pogovor. Sama prihaja na Goro, zato da najde mir. Na poti navzdol Karolini pomaga, jo večkrat zagrabi za roko, ima občutek, da prijema organ samega vesolja. Zvečer ne more zaspati, zdi se mu, da je v posteljo legla ženska. Zave se svoje nezvestobe, saj je ob mašniškem posvečenju sklenil nevidno vez s Cerkvijo. 
XII.
Po telefonu gospa Goll kaplanu sporoči, da je profesor Merlot ubil pijanca. Pretresenemu Leopoldu Šteharnik pravi, da si človek ne sme ustvarjati napačnih podob Boga, sočloveka in samega sebe. Bog je tisti, ki vidi, kako naša dejanja odražajo našo osebnost. Svojemu sobratu pa nakaže, da svet nikoli ni bil drugačen kot nor. Skupaj z materjo in hčero Goll se odpravi na sojenje profesorja Merlota. Gospa Goll trdi, da se profesorju grške zgodovine dogaja velika krivica, čemur Leopold z novim spoznanjem nasprotuje. Meni, da na svetu ni krivice, temveč da so to le učne lekcije. Njegov odgovor jo preseneti, saj ga je spoznala kot revolucionarja, zdaj pa je z vsako stvarjo sprijaznjen. Profesor na sojenju v svoj zagovor ne pove veliko - meni, da se na svetu hudobnemu dogaja bolje kot poštenemu; pred odhodom v pokoj je želel obvarovati še malo časti in dostojanstva, zato od prijatelja arheologa kupi bronasto bodalo. Pijanec Franček je profesorja pričel motiti med branjem, profesor se je zamislil, od kod nekemu pijancu pravaci, da ga moti. Ker kljub opozorilom ni prenehal, ga je zabodel z bodalom. Tako je zadostil pravici, pravica pa bo zadoščena še nad njim. Za svoje dejnaje dobi 15 let zaporne kazni. 
XIII.
Kaplan Leopold ima rad planinarjenje, v tem trenutku pa čuti, da more to željo hitro potešiti. Pri Apolovih si izposodi planinsko opremo, skupaj s petimi ministranti pa se z avtobusom odpelje do vznožja gore. Avtobusni šofer je Srb, ki vso pot posluša srbsko ponarodelo glasbo. To kaplana spomni na čas, ko je kot gimnazijec odšel k profesorju Doberšku. Na gramofonu mu je zavrtel pesem v neznanem jeziku - bila je esperantska himna. Profesor ga je namreč želel prepričati v učenje umetnega mednarodnega jezika, kar se je kaplanu zdelo kakor prodajanje imetja. Skupaj z ministranti se odpravi do koče pod Vrhom, na poti razmišlaj o zakonu, ki ga je sklenil s Cerkvijo. Spoznava, da ne ve, kako bo to vez obdržal. Oskrbnica kaplanu odsvetuje, da se odpravi v strmino, saj je megleno. Njenega menenja ne upošteva in se dopravi plezat. Le v okolju, ki ga ne nadzoruje človek, lahko doživi samega sebe.
XIV.
Kaplan med plezanjem v roki nepravilno drži cepin, zato zdrsne s pečine. Prvi hip padanja ima občutek, kot da še lahko kaj postori. Razum sprva deluje preudarno, kot da bi računal hitrost prostega pada. Ne pomisli pa še, da to pomeni dejankso smrt. Tok misli opusti reševanje, ne čuti kot da pada, temveč kot da potuje v neznane svetove. Pred seboj vidi podobo utrujenega človeštva, obraze bitij, ki se starajo, a ne dozorevajo. Zagleda znanca pri osemdesetih letih, spozna da je to on, ki je ostal sam z vero. Sprašuje se, zakaj se ne sme poročiti, a spozna, da na svetu ni bolj poročenega moškega kot duhovnika, ki se zaveže s Cerkvijo. Cerkvi želi povedati, da ljubi Karolino. Sredi puščave zagleda ženico Hagar z otrokom Izmaelom. Obžaluje vse zamujene priložnosti za izraz in dokaz vere, prehitro se je ustrašil škofa in Cerkve, rešil je otroka, a mater je pustil samo. 
XV.
Hagar (obraz Karoline s fantovsko pričesko) in Izmael (obraz Andrejčka) izgineta pred njegovimi očmi. Spominja se pogovora z gospo Goll, da bo Andrejček potreboval očeta. Gollova Cerkev obtoži, da se sklicuje na očeta, od katerega ne more terjati preživnine, duhovnikom pa onemogoča, da opravljajo največjo dolžnost moškega. Leopold ponovno obžaluje, da se je vdajal trenutkom in jih razglašal za večne. Želel je ustvariti majhen del družbe, ki bi živel po evangelijskem izročilu. Spoznava, da mu je ustrezalo, da mu je država odvzela odgovornost in dolžnost. Misli ponovno preskočijo na Merlota, ki si je drznil storiti to, o čemer drugi le razmišljajo. 
XVI.
Spominja se pogovora s profesorjem Doberškom. Slednji je želel, da si njegovo stanovanje predstavlja veliko večje kot v resnici je, prostor, kjer sta se nahajala pa je osrednji. V prvi sobi sta Švicar in Eritrejec ob bogati pojedini; v drugi sobi je film amazonskega pragozda; tretja soba je klet preiskovalnega zapora v Argentini, na stolu je novinarka, ki je želela preveč izbrskati, z vsakim odgovorom so na njej ugasnili cigaretni ogorek; v četrti sobi pa se dogaja mučenje zvezane žrtve. Sobe ponazarjajo zlo, med njimi pa sta zabrisala kilometre razdalij. Profesor mu je podal nauk, da če želi ocenjevati poštenost dejanja, se mora postaviti med te štiri fantazijske sobe. V odsevu kamna še enkrat vidi Karolinin obraz, spozna, da je ves ča njegova bolečina bila prav ona. Udari na dno prepada, udarec je bil mehek, odprla so se mu številna svetovja. Svetloba ga vabi čez prehod, roko mu poda mlada ženska z otrokom, tam nekje zraven pa je pokopana ležala njegova vera. 

## Kritike
"Prvenec Hagar (1992) je družbenokritični roman o posameznikovih in kolektivnih napakah, zablodah, ki so upovedene v glavni literarni osebi, kaplanu Leopoldu Germu in njegovih faranih. Deloma je Hagar tudi antiutopični roman. Krajevno je sicer določen (Sele), torej ne gre za ”mesto, ki ga ni”, toda značilnost Hagarja je tudi v tem, da so družbeni zakoni izvršeni grobo, predstavljeni so kot ”orodje pritiska in manipulacije, presunljiva v naravnanosti k permanentnemu antagonizmu posameznik : skupnost” (prav tam). Gre za velik, nepremostljiv prepad med individuumom in družbo, ki krši osnovne moralno-etične vrednote, posameznik v tem kaosu pa se počuti odrinjenega in nesprejetega. Jasno je, da je njegova utopičnost utišana, toda šele z njegovo smrtjo." (Vollmaier Lubej 2016: 63)
"Hagar se v modificirani obliki navezuje na svetopisemsko zgodbo o Abrahamovi priležnici in Sarini služabnici Hagar, ki jima rodi sina Izmaela. Je nadomestna mati, ”zasužnjena ženska”, ki doživlja podreditev pa tudi svobodo, zlasti pa prevlado in moč. Je žrtev egoističnih Sarinih namer, zato gre pri sprejetju tako kočljive želje za ”objektivizacijo njenega telesa”. Ko Sara nažene Hagar in Izmaela, se Abraham umakne. Hagar v puščavi vidi pot v prihodnost in se odloči zanjo in za odgovornost, sinu pa izbere ženo. To odločitev je njena prva svobodna izbira. Karolina nosi nezakonskega otroka in ne ve, ali naj se odloči za materinstvo. Ko prosi Germa, da bi bil otrokov duhovni oče, se slednji umakne kakor Abraham, zaradi česar pa začne dvomiti v svojo ljubezen do Cerkve. Germ je torej pred preizkušnjo, saj čuti do Karoline globoka čustva. Ni toliko v ospredju skušnjava, ki je po krščanskem izročilu tisto, kar pogojuje človekovo svobodno odločitev, bodisi iz zunanjega sveta bodisi iz človekove notranjosti, ki mu je prirojena, temveč preizkušnja lastne Germove volje, ki naj bi bila trdna in samosvoja. S tem se mu je odprla ”priložnost, da se preizkuša v svojem osebnem odnosu do vrednot”. Svojo preizkušnjo pa udejanji šele na koncu, med padanjem. Ljubezen do Karoline vodi v pokop vere, v odklonitev in zavračanje svoje ljubezni do Cerkve." (Vollmaier Lubej 2016: 64)